# Nathalie Peyrebonne
 (décemnbre 2023).
Nathalie Peyrebonne, née en 1971, est une universitaire, romancière et journaliste littéraire française .

## Biographie
Elle est élève à l'École normale supérieure de Fontenay-Saint-Cloud en 1990 et agrégée d'espagnol en 1993,. Elle soutient en 1997 une thèse de doctorat intitulée La table et les aliments dans les dialogues et le théâtre du XVIe siècle espagnol, sous la direction d’Augustin Redondo. Elle est maîtresse de conférences à l'université Sorbonne Nouvelle.
Elle reçoit le prix Botul en 2013 pour son premier roman, Rêve général.

## Activités scientifiques et éditoriales
Spécialiste du Siècle d'or espagnol (XVIe – XVIIe siècles), ses travaux sur la littérature de l'époque sont en lien avec une étude des sociabilités classiques, et notamment des sociabilités alimentaires,.

## Journalisme
Journaliste littéraire (revue Délibéré, Le Canard enchaîné, magazine Causette)

## Publications

### Non-fiction
- La table et les aliments dans les dialogues et le théâtre du XVIe siècle espagnol, Presses universitaires du Septentrion, 1998
- L'ivresse dans tous ses états en littérature, sous la direction de Nathalie Peyrebonne et Hélène Barrière, Presses de l'Artois, 2004
- Le mépris de la cour. La littérature anti-aulique en Europe (XVIe – XVIIe siècle), sous la direction de Nathalie Peyrebonne, Alexandre Tarrête et Marie-Claire Thomine, Paris, Presses de l’Université Paris-Sorbonne (Cahier Saulnier, 35), 2018.
- Le livre de cuisine. Roberto de Nola ; édition critique, Paris, Classiques Garnier, 2011, 328 p. (collection : La société de la Renaissance)[11].
- Les métiers de bouche à l’époque moderne (dir.), Tours-Rennes, Presses Universitaires de Rennes/Presses Universitaires François-Rabelais de Tours, coll. « Tables des Hommes », 2018[12].

### Fiction
- Rêve général, roman, éditions Phébus, 2013[13],[14],[15].
- La silhouette, c'est peu, roman, éditions Phébus, 2015[16]
- Votre commande a bien été expédiée, roman, éditions Albin Michel, 2017[17]
- Inconstance des souvenirs tropicaux, roman, éditions La Manufacture de livres, 2020[18]